# Chloropteryx albidata
Chloropteryx albidata är en fjärilsart som beskrevs av W. Warren 1897. Chloropteryx albidata ingår i släktet Chloropteryx och familjen mätare. Inga underarter finns listade i Catalogue of Life.